# Margaret Neilson Armstrong
Margaret Neilson Armstrong (1867-1944) fue una diseñadora, ilustradora y escritora estadounidense, reconocida por las portadas de sus libros al estilo Art Nouveau y por escribir e ilustrar la primera guía completa de flores silvestres del oeste estadounidense. También escribió novelas de misterio y biografías.

## Biografía

### Primeros años
Margaret Neilson Armstrong nació el 24 de septiembre de 1867 en la ciudad de Nueva York, hija del diplomático y artista del vitral americano Maitland Armstrong y su esposa Helen. Entre sus seis hermanos se encontraban Helen Maitland Armstrong (1869-1948), quien siguió los pasos de su padre y se convirtió en artista del vitral, y Hamilton Fish Armstrong, escritor y diplomático.

### Carrera
Comenzó su carrera como diseñadora en la década de 1880, trabajando inicialmente para A.C. McClurg y más tarde para otras editoriales. Diseñó más de 270 portadas y encuadernaciones de libros, la mitad de ellas para la editorial Scribner's. Trabajó en el estilo Art Nouveau y favoreció los motivos vegetales, los colores vivos, los estampados en oro y, a menudo, los diseños ligeramente asimétricos, una combinación inusual que ayudó a distinguirla entre sus colegas. Entre los autores para los que diseñó varias portadas se encuentran Frances Hodgson Burnett, Florence L. Barclay, George Washington Cable, Charles Dickens, Paul Laurence Dunbar, Robert Louis Stevenson, Henry van Dyke y Myrtle Reed. Su trabajo se compara a menudo con el de su contemporánea Alice Cordelia Morse.
Durante la década de 1910, viajó y acampó por todo el oeste de los Estados Unidos y Canadá, convirtiéndose en una de las primeras mujeres en llegar al fondo del Gran Cañón. Descubrió allí varias especies de flores que aún no habían sido identificadas por los botánicos. Detalla esas y muchas otras especies en su Libro de campo de flores silvestres del oeste (1915). Con 550 ilustraciones, el libro es considerado la primera guía completa sobre el tema. Al final de su carrera escribió tres novelas de misterio muy elogiadas por la crítica, Murder in Stained Glass (1939), The Man with No Face (1940) y The Blue Santo Murder Mystery (1941), además de dos biografías, Fanny Kemble: A Passionate Victorian (1938) y Trelawny: A Man's Life (1940). También pudo finalizar las memorias de su padre.
Murió en la ciudad de Nueva York en 1944.
Su trabajo ha sido presentado en colecciones del Museo Metropolitano de Arte y del Jardín Botánico de Nueva York.

## Obra
- Field Book of Western Wild Flowers (1915)
- Five Generations (1930)
- Fanny Kemble: A Passionate Victorian (1938)
- Murder in Stained Glass (1939)
- Trelawny: A Man's Life (1940)
- The Man With No Face (1940)
- The Blue Santo Murder Mystery (1941)

|                                            |
| Mary Raymond Shipman, The Militants, 1907. |

|                                             |
| Elisabeth Luther Cary, The Rossettis, 1900. |

|                                        |
| Henry van Dyke, The Blue Flower, 1904. |